# Del Palenque de San Basilio
Del Palenque de San Basilio es una película documental colombiana de 2003 dirigida por Erwin Goggel. Estrenada en el Festival de Cine de Bogotá en 2003, presenta la realidad del enclave de africanos que terminó convirtiéndose en el centro poblado de San Basilio de Palenque. En el Festival de Cine de Cartagena de 2004 obtuvo el premio de la crítica a la mejor película y en el mencionado Festival de Cine de Bogotá fue galardonada con el Círculo Precolombino de Oro.

## Premios
- 2003 - Círculo Precolombino de Oro al mejor documental - Festival de Cine de Bogotá
- 2004 - Premio de la Crítica a la mejor película - Festival de Cine de Cartagena de Indias